# ホセ・アルテチェ
ホセ・ルイス・アルテチェ・ムギーレ（José Luis Artetxe Muguire、1930年6月28日 - 2016年3月19日）は、スペイン・ビスカヤ県ゲチョ出身の元サッカー選手。スペイン代表だった。ポジションはフォワード。

## 経歴

### クラブ
1930年6月28日、バスク地方のビスカヤ県ゲチョのアルゴルタ地区に生まれた。1949年に地元のCDゲチョからデビューし、1950年にビスカヤ県最大のクラブであるアスレティック・ビルバオに加入した。1950年9月10日のアトレティコ・マドリード戦でデビューし、以後は16年に渡ってアスレティック・ビルバオでプレーした。
移籍初年度の1950-51シーズンにはコパ・エバ・ドゥアルテで優勝した。1952-53シーズンには19試合に出場し、キャリアで初めてプリメーラ・ディビシオンで二桁得点（10得点）を記録している。1954-55シーズンにはリーグ戦で15得点し、コパ・デル・ヘネラリシモでは優勝した。
1955-56シーズンは24試合に出場して15得点し、アスレティック・ビルバオはプリメーラ・ディビシオンで6度目の優勝を飾った。このシーズンにはコパ・デル・ヘネラリシモでも優勝して2冠を達成しており、アルテチェは決勝のアトレティコ・マドリード戦でも得点している。この2冠達成チームにはフォワードのエネコ・アリエタ、ベテランフォワードのアグスティン・ガインサ、ミッドフィールダーのホセ・マリア・マグレギ、ディフェンダーのヘスス・ガライ、ゴールキーパーのカルメロ・セドルンなどがおり、20代前半の選手が多い若いチームだった。同シーズンのラテン・カップでは、決勝でACミランに敗れて準優勝だった。
1956-57シーズンにはUEFAチャンピオンズカップ 1956-57で予選と1回戦に勝利したが、準々決勝でマンチェスター・ユナイテッドFCに敗れてベスト8だった。1957-58シーズンにはリーグ戦で14得点し、コパ・デル・ヘネラリシモでは3シーズンぶりに優勝した。アスレティック・ビルバオでの16年間には、公式戦通算346試合に出場して133得点を挙げ、リーグ戦通算274試合に出場して105得点を挙げている。35歳となった1965年に現役引退した。

### 代表
1954年3月17日、1954 FIFAワールドカップ予選のトルコ代表戦でスペイン代表デビューし、この試合で先制点を挙げた。この試合は中立地であるイタリアのローマで開催された第3戦であり、2-2の引き分けに終わったことから抽選によって本大会出場国が決定され、スペイン代表は抽選で涙をのんだ。

### 引退後
2015年10月に開催されたピチーチ財団の記念イベントでは、アスレティック・ビルバオで多数の得点を挙げた存命人物12人が招待され、ダニ（199得点）、イスマエル・ウルサイス（129得点）、マヌ・サラビア（118得点）、ラファ・イリオンド（117得点）、ジュレン・ゲレーロ（116得点）、カルロス・ルイス（115得点）、ホセバ・エチェベリア（104得点）、アリツ・アドゥリス（96得点）、ホセ・アンヘル・シガンダ（91得点）が出席した。85歳と高齢だったアルテチェ（133得点）、フィデル・ウリアルテ（120得点）、フェルナンド・ジョレンテ（118得点）は欠席した。2016年3月19日に故郷のゲチョで死去した。85歳だった

## タイトル
アスレティック・ビルバオ
- プリメーラ・ディビシオン: 1955–56
- コパ・デル・ヘネラリシモ: 1955, 1956, 1958
- コパ・エバ・ドゥアルテ: 1950